# Erhardstraße 26 (Bad Kissingen)

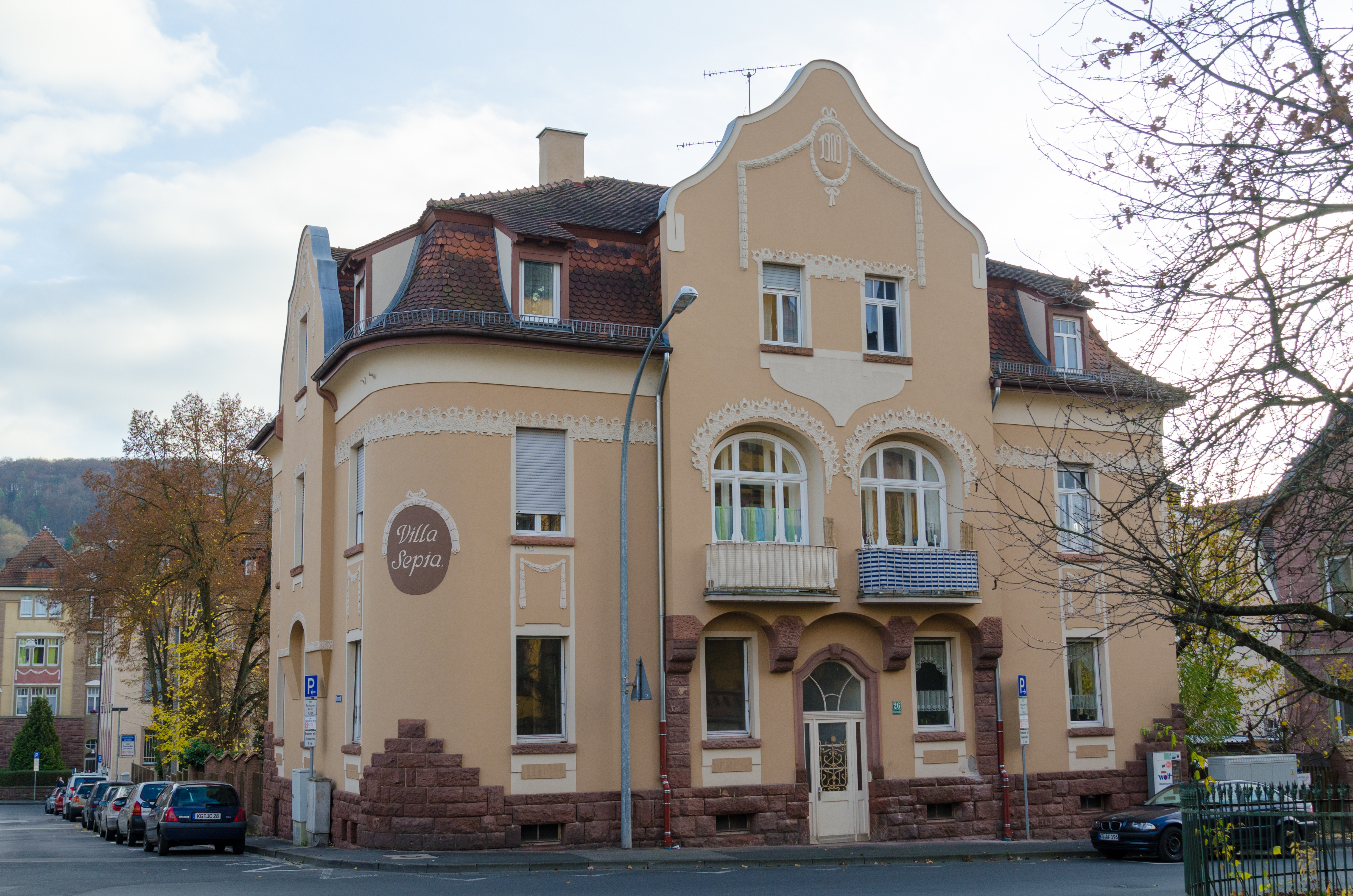
Erhardstraße 26 in Bad Kissingen

Das Gebäude Erhardstraße 26 in der Erhardstraße in Bad Kissingen, der Großen Kreisstadt des unterfränkischen Landkreises Bad Kissingen, gehört zu den Bad Kissinger Baudenkmälern und ist unter der Nummer D-6-72-114-286 in der Bayerischen Denkmalliste registriert.

## Geschichte
Das in Ecklage gelegene Villa Sepia genannte Wohnhaus mit Putzdekor wurde im Jahr 1909 von August Gleißner im Jugendstil errichtet. Der zweigeschossige Mansarddachbau ist an den Hauptseiten mit von geschwungenen Giebeln bekrönten Erkerrisaliten versehen; die Ecke des Anwesens ist abgerundet.